# Perinaldo
Perinaldo is een gemeente in de Italiaanse provincie Imperia (regio Ligurië) en telt 867 inwoners (31-12-2004). De oppervlakte bedraagt 21,0 km², de bevolkingsdichtheid is 42 inwoners per km².

## Demografie
Perinaldo telt ongeveer 437 huishoudens. Het aantal inwoners steeg in de periode 1991-2001 met 2,0% volgens cijfers uit de tienjaarlijkse volkstellingen van ISTAT.
| Jaar | Inwoneraantal |
| ---- | ------------- |
| 1991 | 856           |
| 2001 | 873           |

## Geografie
Perinaldo grenst aan de volgende gemeenten: Apricale, Bajardo, Dolceacqua, San Biagio della Cima, Sanremo, Seborga, Soldano, Vallebona.

## Geboren
- Giovanni Domenico Cassini (1625-1712), astronoom en ingenieur

## Afbeeldingen

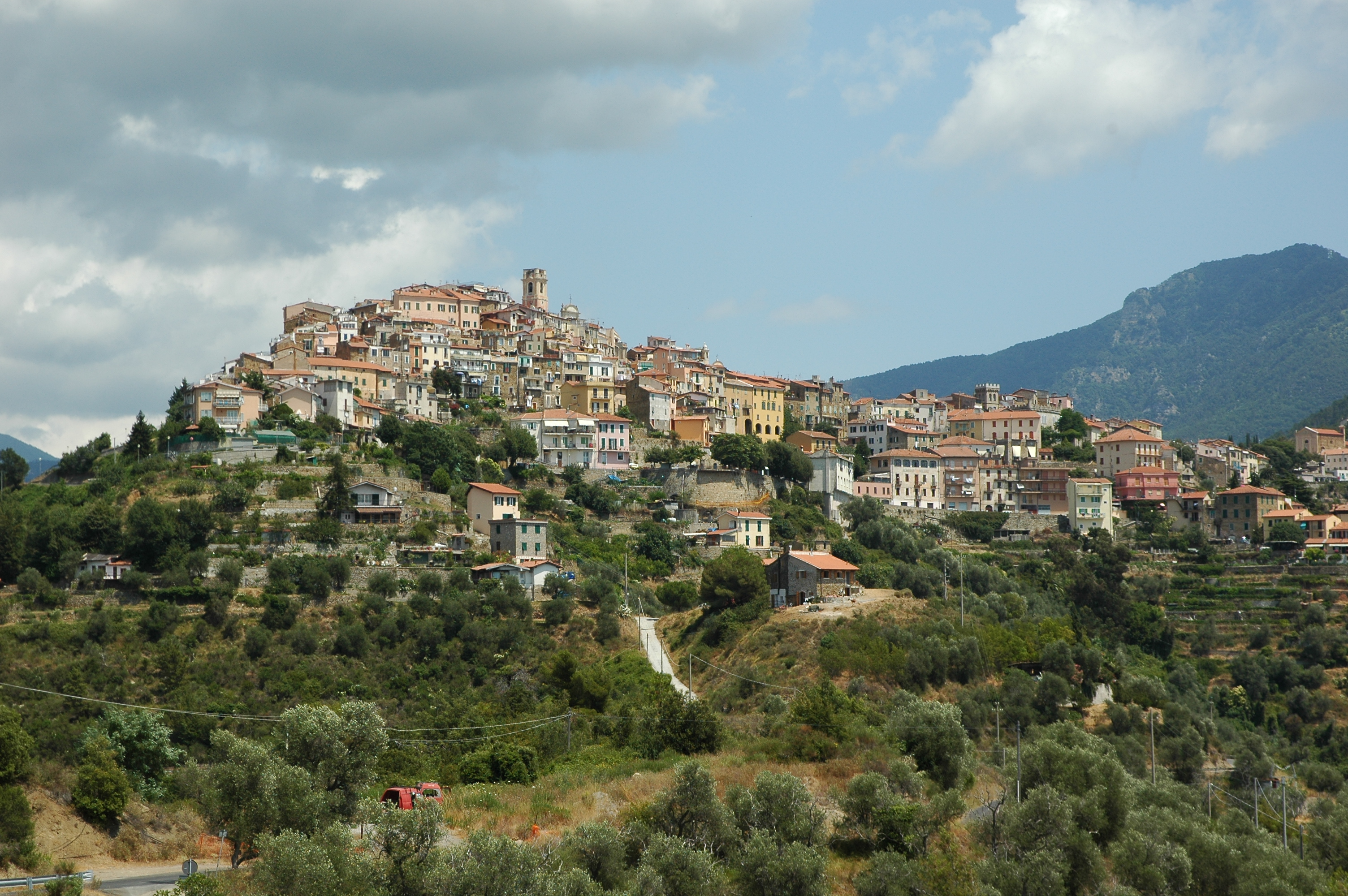
Perinaldo
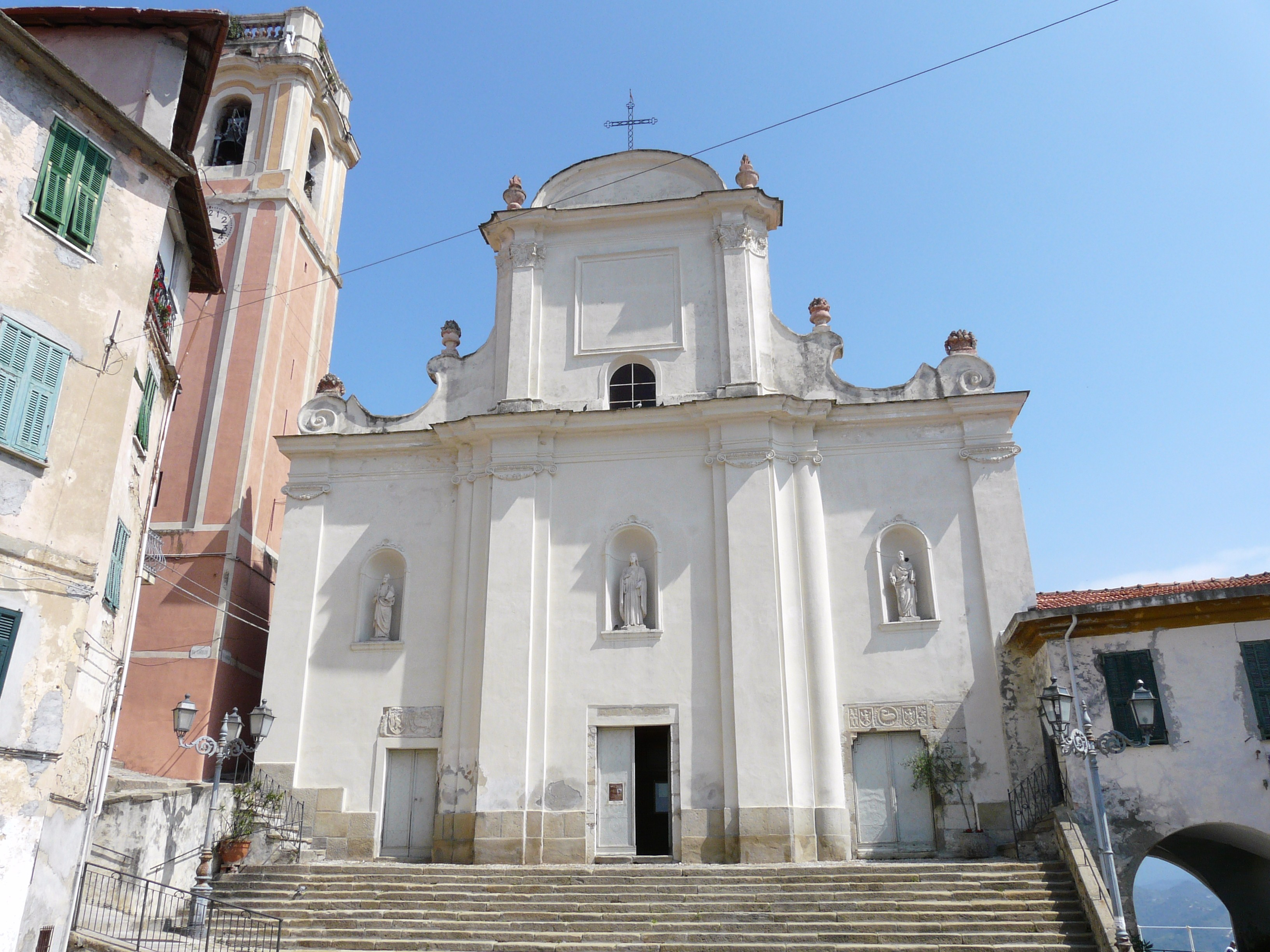
Kerk van San Nicolò
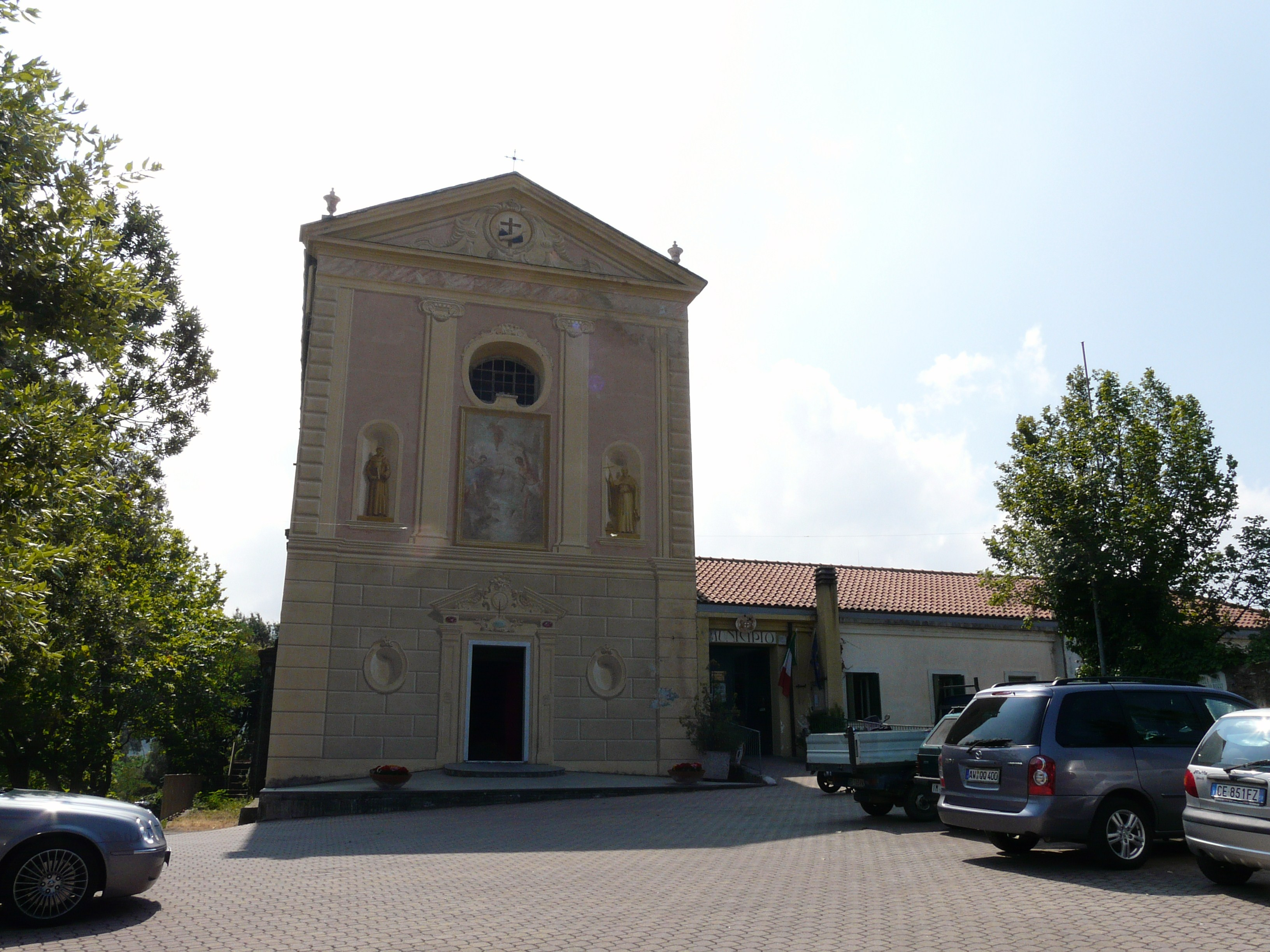
Kerk van Sant'Antonio
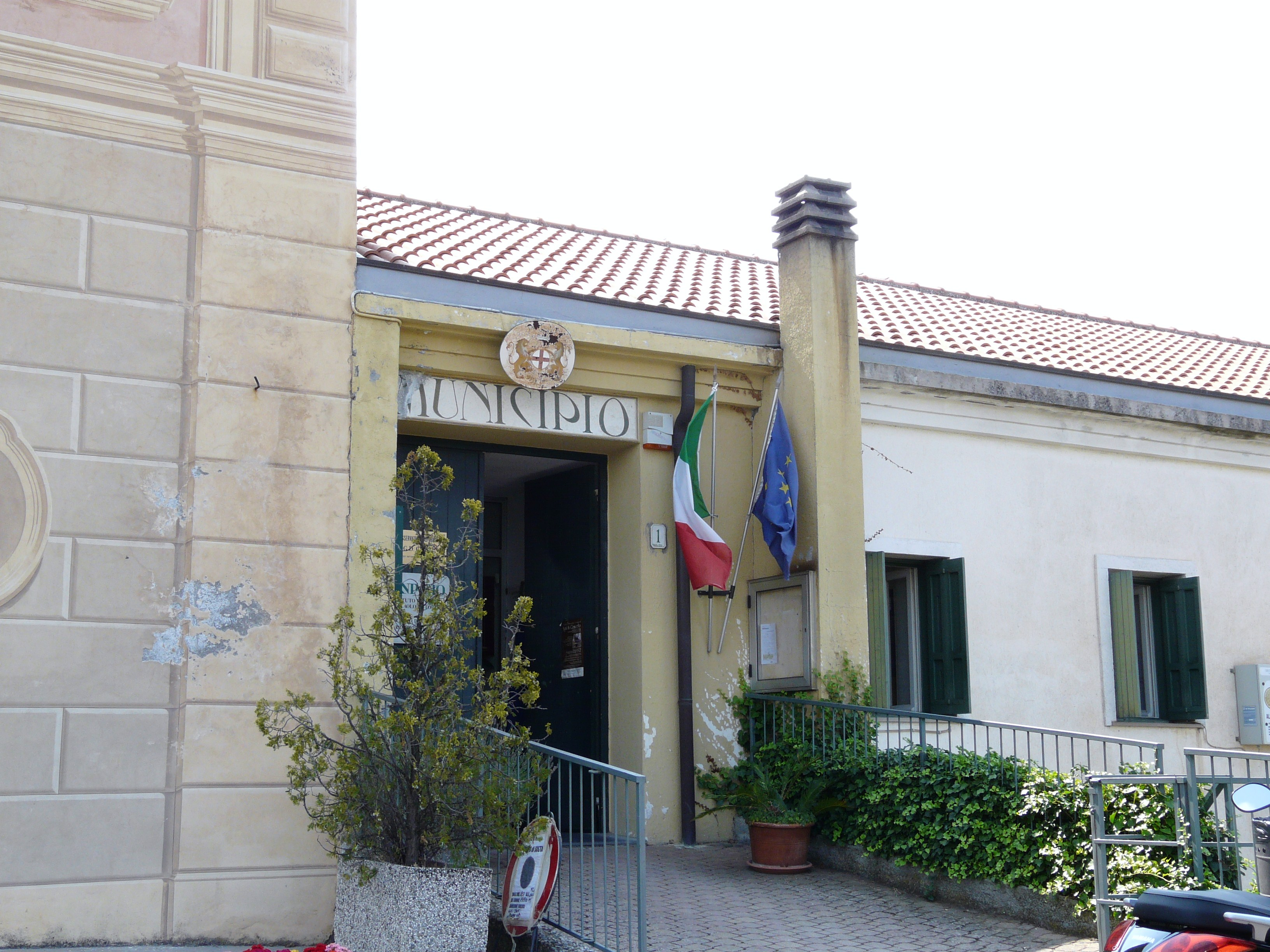
Gemeentehuis